# Itatí (Argentina)
Itatí (en guaraní: Itatĩ) es la ciudad cabecera del departamento homónimo, en el norte de la provincia de Corrientes, a orillas del río Paraná (en Argentina). El municipio comprende las islas: Verde, Guazú, Itá Ritá, del Pañuelo, y del Abra.
La ciudad fue fundada el 7 de diciembre de 1615 por el sacerdote franciscano Luis de Bolaños. Probablemente la fundación se hizo en las cercanías de un antiguo poblado indígena al que Sebastián Gaboto llegó en 1528 y denominó Santa Ana y cuya existencia es confirmada, al igual que el Fuerte Sancti Spiritus, en el Theatrum Orbis Terrarum (primer atlas moderno) publicado en 1570. La ciudad se encuentra a 73 kilómetros de la Ciudad de Corrientes, capital provincial. En 1999, el casco histórico de Itatí fue declarado «pueblo histórico».

## Vías de comunicación
La principal vía de acceso es la ruta provincial 20, que la vincula por pavimento con la ruta nacional 12. Desde esta última se comunica al oeste con la Ciudad de Corrientes y al este con la Ciudad de Posadas.

## Gobierno
El actual intendente de la localidad es el Sr. Francisco Romero, su viceintendente es la Sra. Gladis Itati Leiva 

## Población
Cuenta con 6 562 habitantes (Indec, 2010), lo que representa un incremento del 7,8% frente a los 6 084 habitantes (Indec, 2001) del censo anterior.
| Gráfica de evolución demográfica de Itatí entre 1947 y 2010 |
|                                                             |
| Fuente: Censos nacionales del INDEC                         |

## Centro de peregrinación
En varias ocasiones durante el año Itatí se convierte en uno de los centros de peregrinación católica más importantes de la Argentina; en donde miles de fieles acuden desde distintos lugares del país (destacándose las caminatas que parten principalmente desde Corrientes, San Luis del Palmar y Paso de la Patria) para venerar a la Virgen, que se encuentra en la imponente Basílica de Itatí, de 88 m de altura, en donde se resguarda una estatuilla de la Virgen María tallada en madera por los pueblos originarios de la provincia. 
Tal estatuilla es considerada milagrosa por los fieles católicos, dando lugar a una de las advocaciones que reciben más dulía o veneración en Argentina y todo el Cono Sur, y generando consecuentemente multitudinarias romerías o peregrinaciones.

## Turismo
La basílica en honor a la Virgen atrae miles de visitantes durante las peregrinaciones e incluso durante los domingos regulares. Alrededor de ella numerosos puestos venden sus artesanías y productos, dedicadas muchas a imágenes de la advocación mariana. También atraen bañistas y pescadores sus playas sobre el río Paraná.
También pueden destacarse cámpines, pesca y playas sobre el río Paraná.

## Actividades económicas
Lo predominante en Itatí se relaciona con el turismo, el gran movimiento comercial que se genera en torno a él, religiosa. Hay presencia de talleres de cerámica y de artesanías en madera y plata.

## Toponimia
En idioma guaraní, la traducción más aceptada y difundida de "Itatí" es 'piedra blanca', siendo la mezcla de las palabras "ita" (piedra) y "morotĩ" (blanco). También podría traducirse como "punta de piedra" o "nariz de piedra".
También, podría derivar de las Misiones del Itatín (más de 1000 km al norte) en donde quizás fue realizada la estatuilla a inicios del siglo XVI.

## Parroquias de la Iglesia católica en Itatí
| Arquidiócesis | Corrientes                          |
| ------------- | ----------------------------------- |
| Parroquia     | Basílica de Nuestra Señora de Itatí |

Capilla de la Virgen del Rosario de San Nicolás

## Galería de fotos

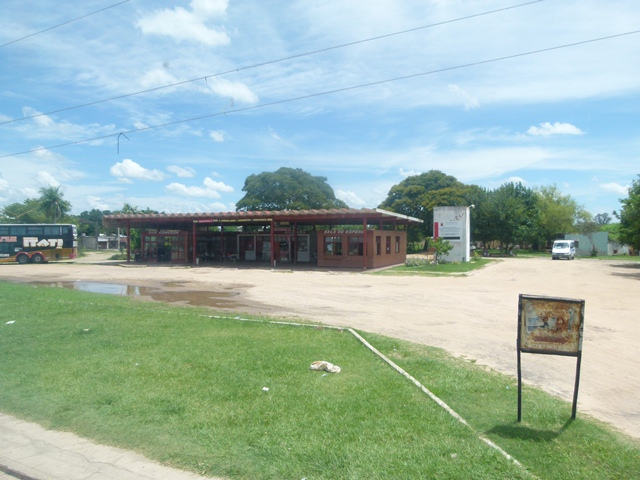
Terminal de autobuses en la localidad de Itatí.
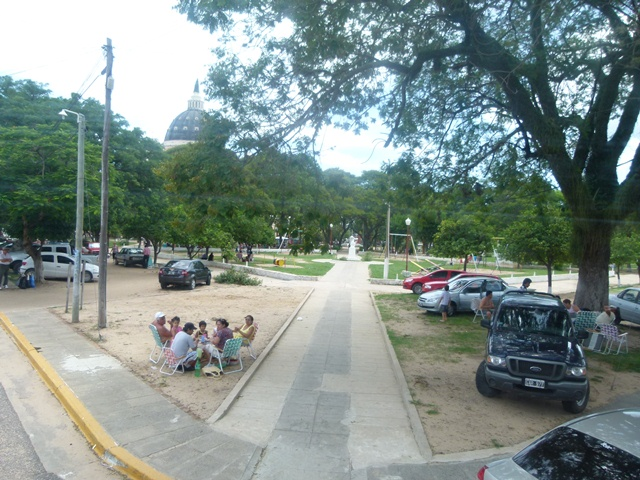
Plaza central de Itatí.
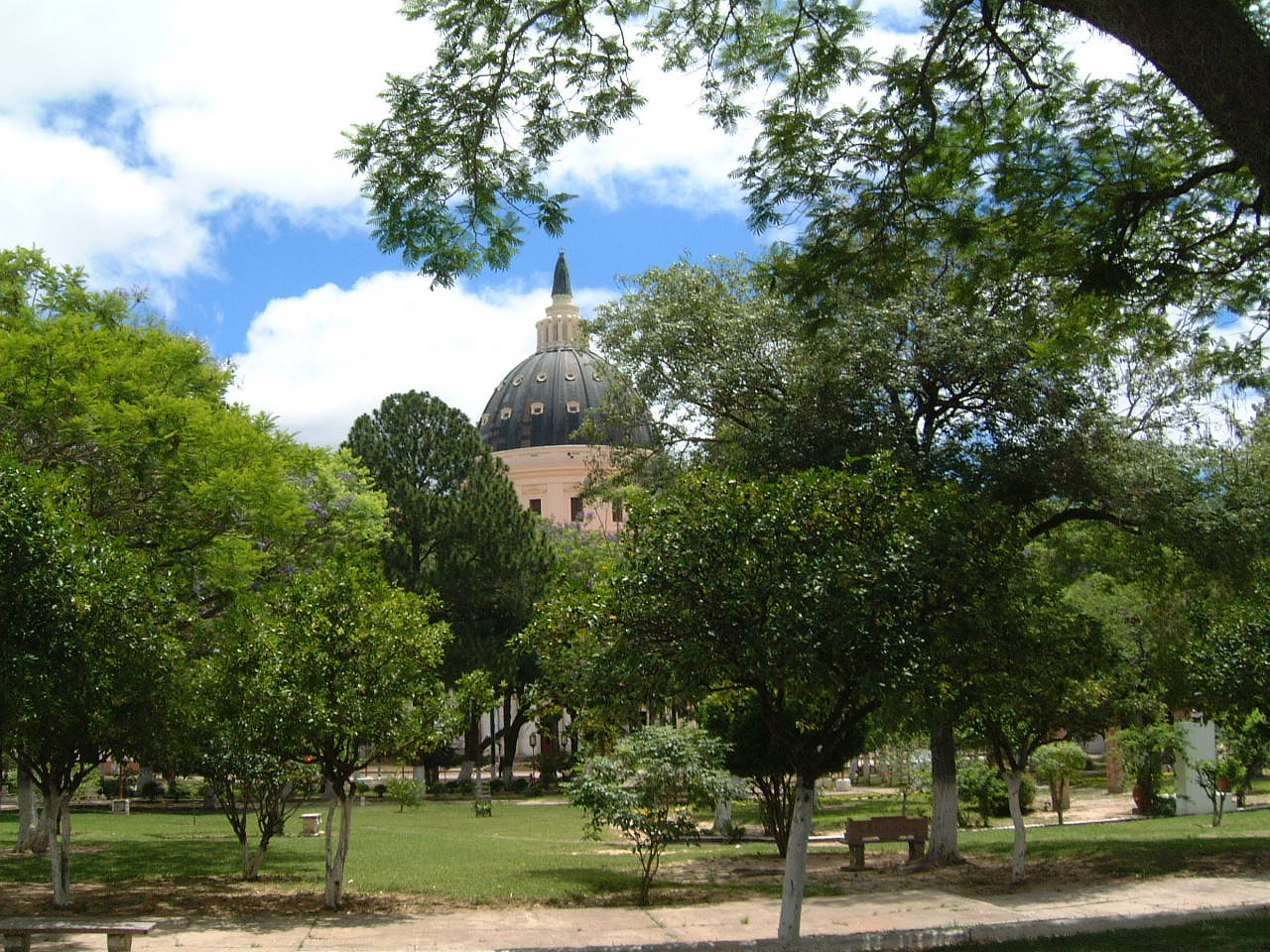
Basílica de Itatí, desde la plaza central.
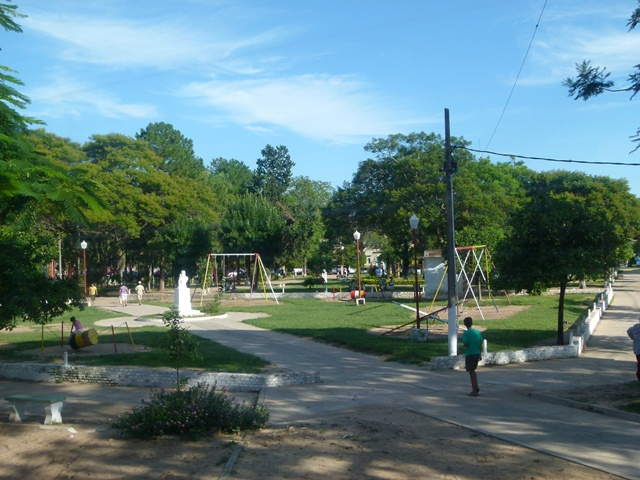
Plaza central de Itatí, juegos para niños.
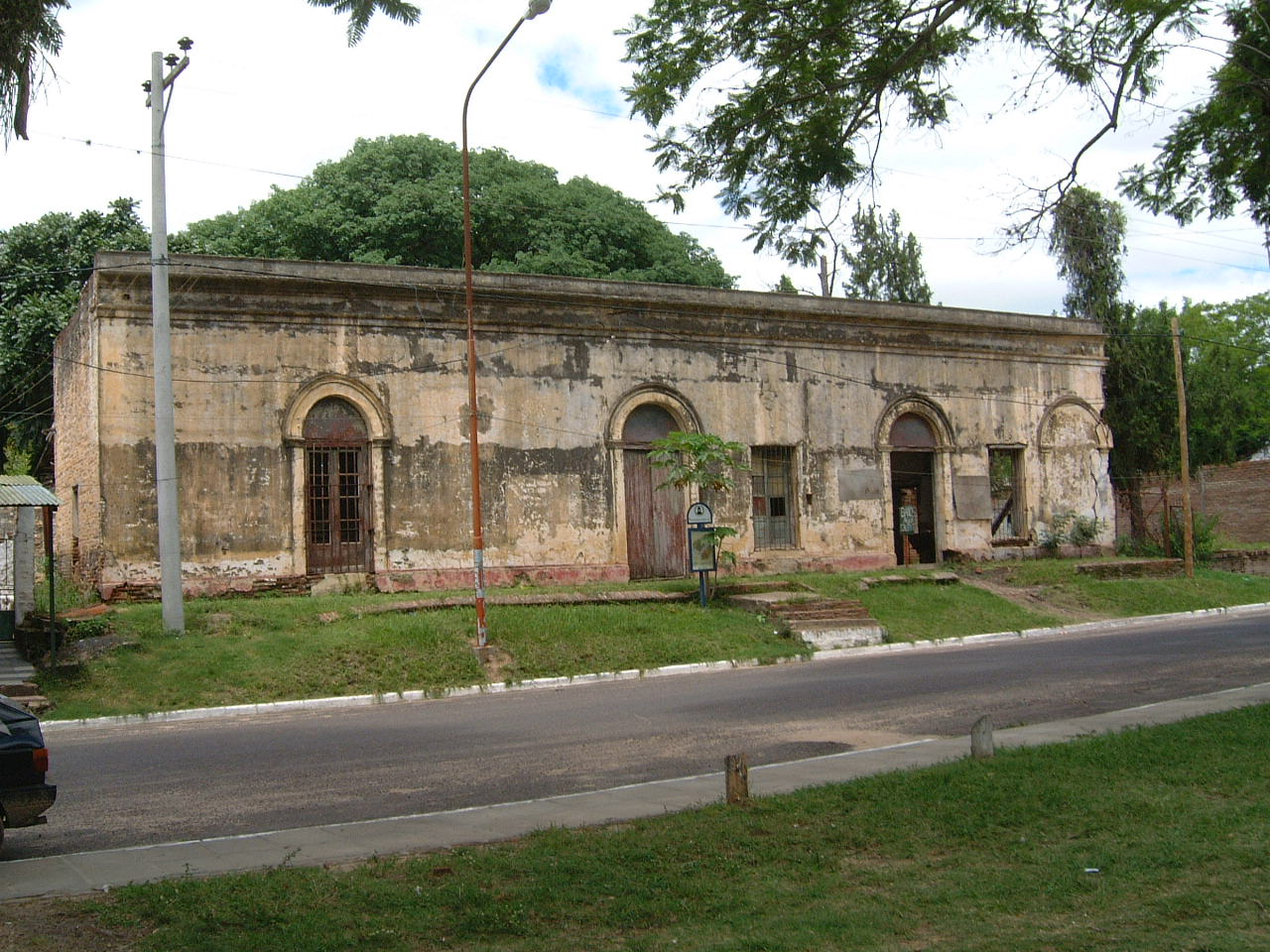
Casa Nepomuceno Alegre, frente a la plaza central de Itatí.
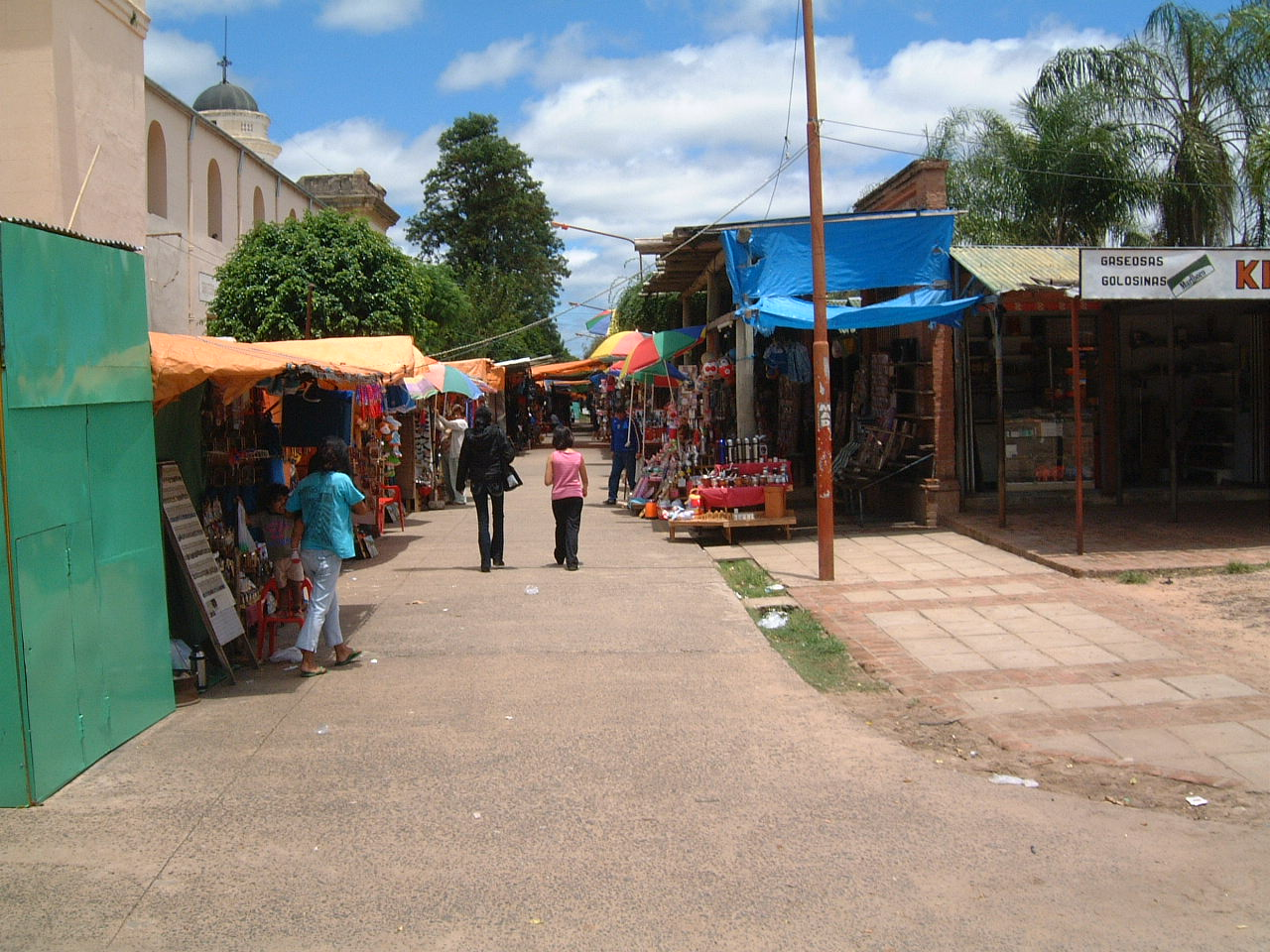
Mercado o feria de pulgas en Itatí.
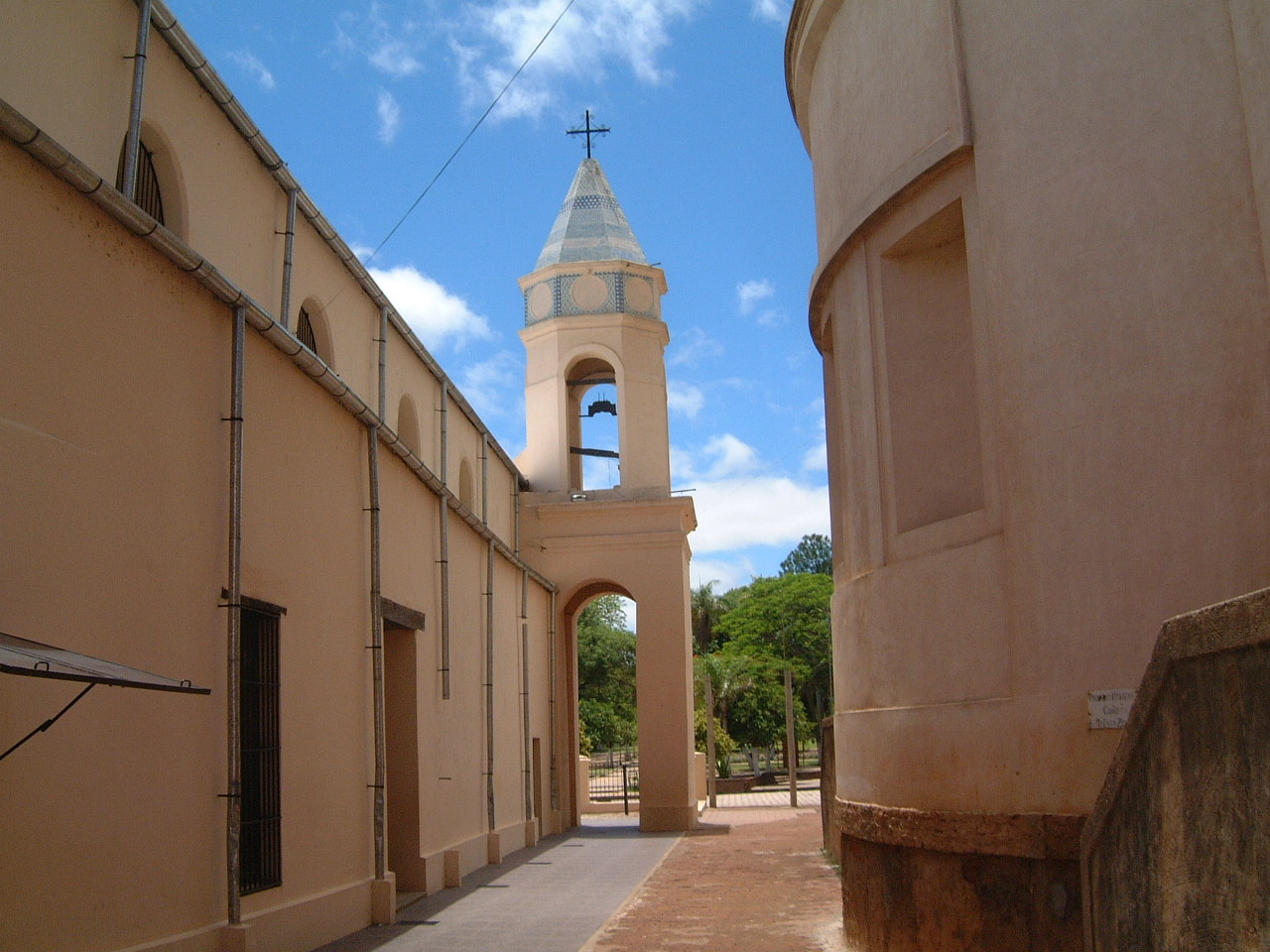
Tienda religiosa al costado derecho de la Basílica de Itatí. Museo de arte sacro.
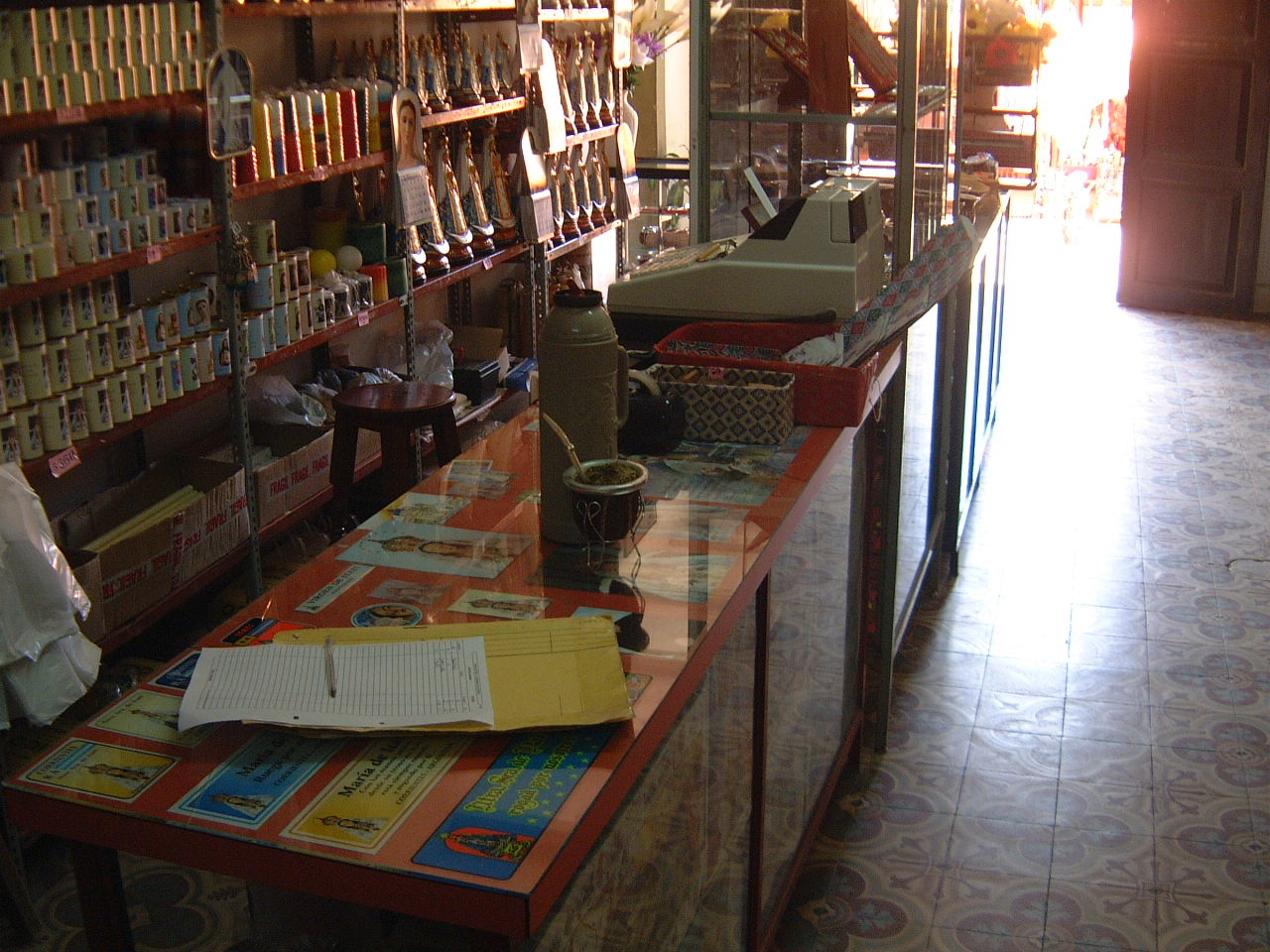
Tienda religiosa al costado derecho de la Basílica de Itatí.
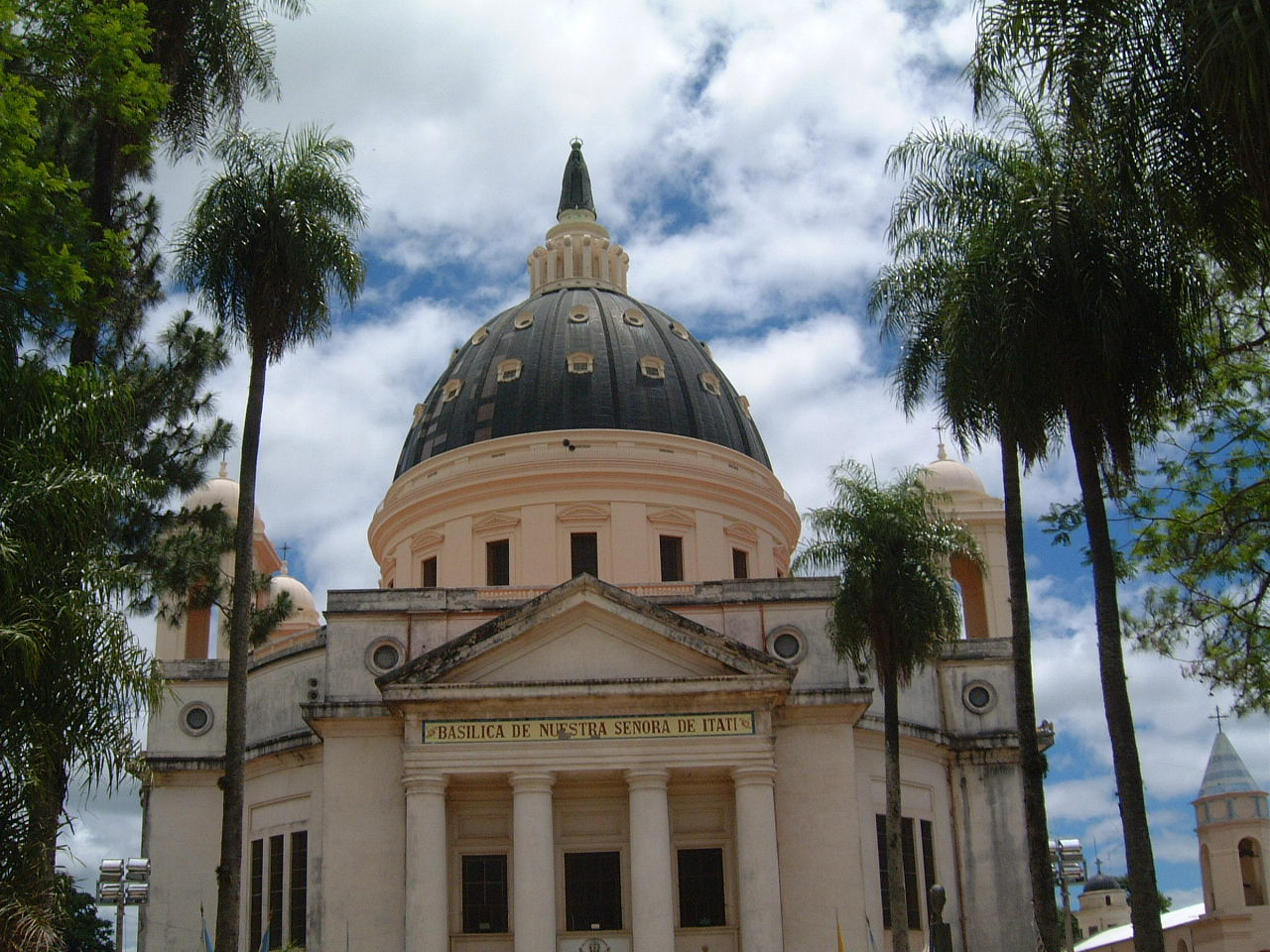
Basílica de Nuestra Señora de Itatí.
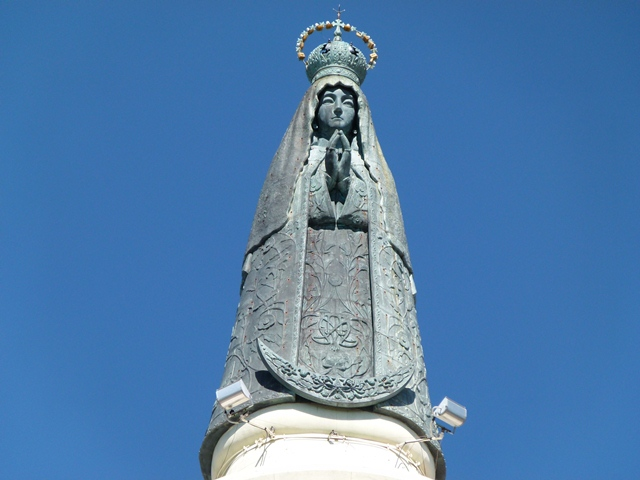
Virgen de Itatí, en lo más alto de la Basílica.
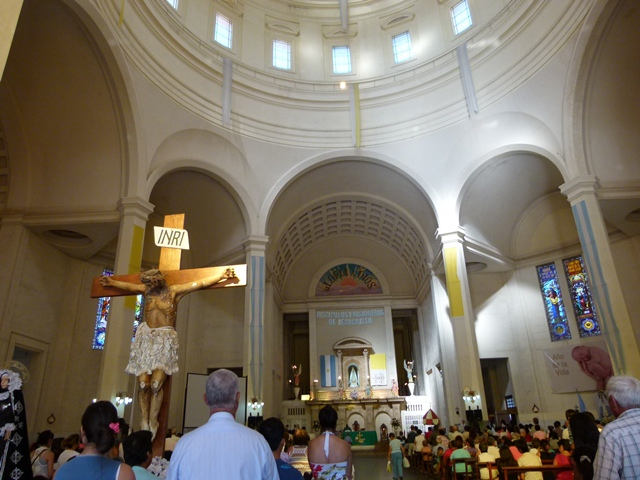
Interior de la Basílica de Itatí.
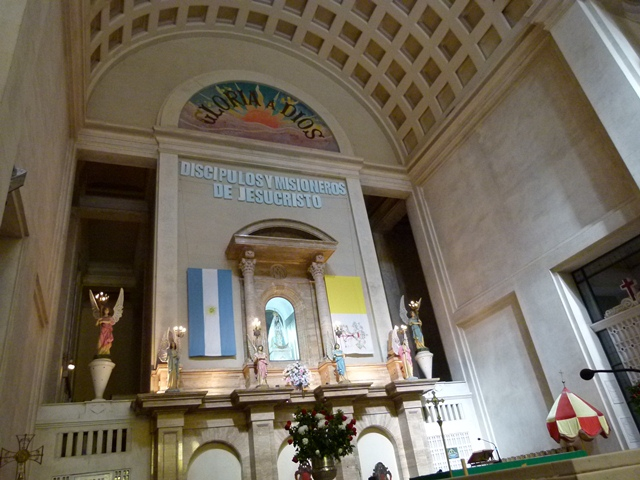
Altar de la Basílica de Itatí.
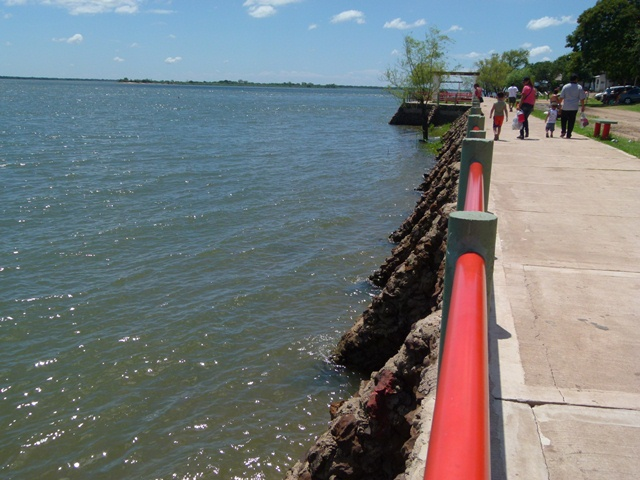
Costanera itateña.
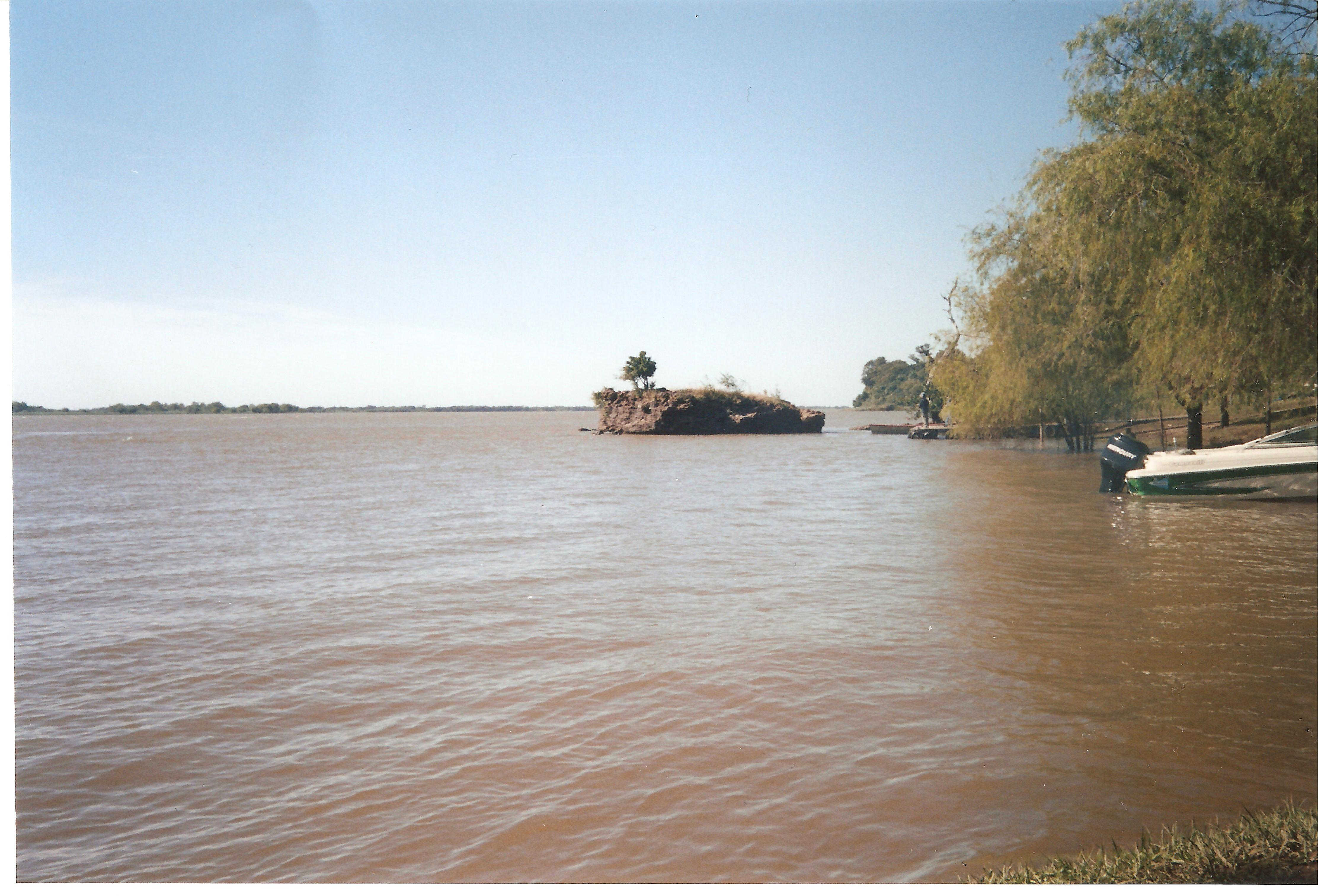
Vista del río Paraná desde una playa de Itatí.